# Молдавский государственный университет
Молдавский государственный университет (рум. Universitatea de Stat din Moldova, USM) — высшее учебное заведение Республики Молдова, аккредитованное государством. Университет основан в 1946 году как Кишинёвский государственный университет.

## История
Молдавский государственный университет — первое высшее учебное заведение со статусом университета, созданное в Республике Молдова.
Университет основан 1 октября 1946 года как Кишинёвский государственный университет. Первоначально в нем обучалось 320 студентов на 5 факультетах: физико-математическом, геолого-почвенном, историко-филологическом, биологическом, химическом. На 12 кафедрах действовало 35 преподавателей.
В 1970 году университету было присвоено имя Владимира Ильича Ленина. За годы существования подготовил около 19 тысяч специалистов.
19 января 1990 года переименован в Молдавский государственный университет.
Всего из вуза выпустились около 120 тысяч выпускников.

## Факультеты
- Факультет биологии и почвоведения/ ориг. «Facultatea de Biologie si Pedologie»
- Факультет химии и химических технологий/ ориг. «Facultatea de Chimie şi Tehnologie Chimică»
- Факультет права/ ориг. «Facultatea de Drept»
- Факультет физики и инженерии/ ориг. «Facultatea de Fizica si Inginerie»
- Факультет истории и философии/ ориг. «Facultatea de Istorie şi Filosofie»
- Факультет журналистики и коммуникативных наук/ ориг. «Facultatea de Jurnalism şi Ştiinţe ale Comunicării»
- Факультет иностранных языков и литературы/ ориг. «Facultatea de Limbi şi Literaturi Străine»
- Факультет филологии/ ориг. «Facultatea de Litere»
- Факультет математики и информатики/ ориг. «Facultatea de Matematică şi Informatică»
- Факультет психологии и педагогических наук/ ориг. «Facultatea de Psihologie şi Ştiinţe ale Educaţiei»
- Факультет международных отношений, политических и административных наук/ ориг. «Facultatea de Relaţii Internaţionale, Ştiinţe Politice şi Administrative»
- Факультет социологии и социальной работы/ ориг. «Facultatea de Sociologie si Asistenţă Socială»
- Факультет экономических наук/ ориг. «Facultatea de Ştiinţe Economice»

Обсерватория Государственного университета носит имя астронома Николая Донича.

## Ректорат
- Игор Шаров — Ректор
- Отилия Дандара — Первый проректор, проректор по учебной и студенческой деятельности
- Серджиу Корлат — Проректор по цифровизации
- Виолета Кожокару — Проректор по институциональному менеджменту
- Джорджета Степанов — Проректор по научной деятельности
- Владимир Долги — Проректор по финансово-экономической деятельности и международным отношениям

## Сенат
Сенат является высшим коллегиальным органом управления Молдавского государственного университета. Члены Сената избираются прямым и тайным голосованием.

## Награды
- Орден Трудового Красного Знамени (1971)
- Орден Республики (30 сентября 2011) — в знак высокого признания особых заслуг в развитии и проведении реформ в области университетского образования, за значительный вклад в подготовку высококвалифицированных специалистов и молодых учёных и плодотворную научно-методическую деятельность[4]

## Известные профессора
- Димо, Николай Александрович
- Павлов, Михаил Александрович
- Корлэтяну, Николае Григорьевич
- Кот, Михаил Васильевич
- Перлин, Юрий Евгеньевич
- Покатилов, Евгений Петрович
- Гохберг, Израиль Цудикович
- Белоусов, Валентин Данилович
- Литвинов, Евгений Александрович

## Известные студенты
- Агабальянц, Эдуард Гаспарович (1932—1996) — советский и украинский учёный, химик-аналитик. Лауреат государственной премии Украинской ССР в области науки и техники.
- Брежнева, Галина Леонидовна — дочь генсека СССР Брежнева. Окончила философский факультет КГУ. На момент обучения дочери в университете Брежнев занимал должность I-го секретаря ЦК Компартии Молдавской ССР.
- Власов, Вячеслав Всеволодович — советский и украинский учёный в области виноградарства, виноделия и почвоведения, академик Национальной академии аграрных наук Украины, Лауреат Государственной премии Украины в области науки и техники.
- Коблев, Якуб Камболетович — советский и российский спортсмен и тренер по дзюдо и самбо, основатель майкопской школы дзюдо.
- Коварский, Виктор Анатольевич — молдавский физик, журналист.
- Москаленко, Всеволод Анатольевич — молдавский/советский физик, академик АНМ.
- Москаленко, Святослав Анатольевич — молдавский/советский физик, академик АНМ.
- Ольшевский, Вадим Рудольфович — советский/американский математик, профессор факультета математики Университета Коннектикута.
- Маркитан, Павел Михайлович — украинский журналист, выдающийся выпускник факультета «Журналистика».